# George A. Romero
George Andrew Romero (ur. 4 lutego 1940 w Nowym Jorku, zm. 16 lipca 2017 w Toronto) – amerykański reżyser i scenarzysta.

## Życiorys
Romero urodził się 4 lutego 1940 roku w nowojorskiej dzielnicy Bronxu jako syn Anne Romero (Dvorsky) i George'a M. Romero, artysty komercyjnego. Jego ojciec pochodził z Hiszpanii, ale jako dziecko wyemigrował na Kubę, a jego matka była Litwinką. Kinem zainteresował się już jako dziecko. Swój pierwszy film stworzył w 1954 na amatorskiej kamerze, był to krótkometrażowy The Man from the Meteor. Po skończeniu szkoły wraz z przyjacielem założył Image Ten Productions, firmę specjalizującą się w produkowaniu reklam.
W 1968 roku za pieniądze zarobione dzięki swej firmie nakręcił horror Noc żywych trupów. Film ten na zawsze odmienił oblicze gatunku. Dziesięć lat później za sumę półtora miliona dolarów nakręcił kontynuację Nocy pt. Świt żywych trupów (Dawn of the Dead). Film okazał się megahitem i zarobił 55 milionów dolarów. Kolejnym obrazem Romero był wyprodukowany w 1981 Knightriders, w którym zagrał Ed Harris. W 1982, wraz ze Stephenem Kingiem,  nakręcił Opowieści z dreszczykiem (Creepshow), natomiast w 1985 powstał kolejny film o tematyce zombie – Dzień żywych trupów (Day of the Dead). W 1993 Romero wraz z Kingiem nakręcił Mroczną połowę, jednak obraz ten ukazał się wyłącznie na video. W 2005 na ekranach kin gościł jego czwarty z serii filmów o zombie – Ziemia żywych trupów, a w 2007 jeszcze jeden – Diary of the Dead: Kroniki żywych trupów. Jego ostatnim filmem był Survival of the Dead z 2009 roku. 
Jego wizerunek został wykorzystany w dodatku do gry Call of Duty: Black Ops o nazwie Escalation. Dzieła reżysera były inspiracją m.in. dla serii Dying Light.